# مایک تایسون
مایکل جرارد تایسون (به انگلیسی: Michael Gerard "Mike" Tyson) (زادهٔ ۳۰ ژوئن ۱۹۶۶ در نیویورک) مشت‌زن بازنشستهٔ آمریکایی است که در بین سال‌های ۱۹۸۵ تا ۲۰۰۵ در دستهٔ سنگین‌وزن رقابت می‌کرد. او در دوران حرفه‌ای خود با نام‌های مایک آهنی، پسر دینامیت و بعدها نیز بدترین مرد روی سیاره مشهور شد. تایسون به عنوان یکی از برترین بوکسورهای سنگین‌وزن در تمام ادوار شناخته می‌شود. که از ۱۹۸۷ تا ۱۹۹۰ قهرمان بلامنازع و بدون شکست جهان بود. او ۱۹ مبارزه ابتدایی خود را با ناک‌اوت پیروز شد که ۱۲ مبارزه را در راند اول تمام کرد. او تا اکنون جوان‌ترین قهرمان بوکس حرفه‌ای سنگین‌وزن با ۲۰ سال و۴ماه و۲۲ روز سن است و همچنین اولین بوکسور سنگین‌وزنی بود که همزمان کمربند قهرمانی شورای جهانی مشت‌زنی، اتحادیه جهانی مشت‌زنی و فدراسیون بین‌المللی مشت‌زنی را تصاحب کرد. تایسون در خارج از رینگ نیز یک شخصیت ورزشی مشهور بوده است.
در ۱۹۸۸ در یک مبارزهٔ به‌یادماندنی در ۹۱ ثانیه مایکل اسپینکز را ناک‌اوت کرده و اولین شکست او را رقم زد و ۲۰ میلیون دلار جایزهٔ مسابقه را برد. تایسون برای مدتی شکست‌ناپذیر به‌نظر می‌رسید تا این که در ۱۹۹۰ در مقابل باستر داگلاس،در یکی از روزهای ناخوشایند تاریخ بوکس شکست خورد. او در سال ۱۹۹۲ به‌جرم تجاوز جنسی به ۱۹ سال حبس محکوم شد و پس از ۳ سال به علت رفتار خوب آزاد شد.
پس از آزادی در سال۱۹۹۵ ،در یک سری از مسابقات بازگشتی شرکت کرد و در سال ۱۹۹۶ توانست کمربند قهرمانی شورای جهانی بوکس و اتحادیه جهانی بوکس را پس بگیرد و به این ترتیب در کنار قهرمانانی همچون محمد علی، فلوید پترسون و تیم ویترسپون قرار بگیرد که توانستند یک بار دیگر دیگر قهرمانی جهانی سنگین‌وزن را به دست بیاورند پس از آن که آن را از دست دادند. در همان سال در یک بازی حساس و باور نکردنی با ایواندر هالیفید،با توقف داور در راند یازدهم،کمربند اتحادیه جهانی بوکس را از دست داد. مسابقه برگشت آنها در سال ۱۹۹۷ در راند چهارم با رد صلاحیت شدن تایسون به دلیل گازگرفتن گوش ایواندر هالیفیلد پایان یافت و برای مدتی از مسابقات محروم شد. تایسون به خاطر سبک وحشیانه و ترسناک بوکسش و همچنین رفتارش در خارج و داخل رینگ مشهور بود که به گفته خودش از سانی لیستون الهام گرفته است. کسی که به عنوان ترسناک‌ترین مرد تاریخ بوکس شناخته می‌شود.
در ۱۹۹۸ در موسیقی هیپ هاپ یا رپ .Second Round K.O حضور یافت. در ۱۹۹۹ دوباره به‌مدت کوتاهی زندانی شد. در سال ۲۰۰۲ دوباره شانس بازپس‌گیری عنوان قهرمانی خود را به‌دست‌آورد. او در نشست خبری پیش از مسابقه با لنوکس لوئیس به رقیب خود حمله‌ور شد و بر روی رینگ در راند هشتم ناک‌اوت شد. تایسون در سال ۲۰۰۶ پس از دو باخت پیاپی به دنی ویلیامز و کوین مک‌براید، با رکورد ۵۸ مسابقه، ۵۰ بُرد (۴۴ ناک‌اوت)، ۶ باخت و ۲ مسابقهٔ ناتمام، از ورزش حرفه‌ای کناره‌گیری کرد.
او با ۸۸ درصد پیروزی با ناک‌اوت، در فهرست ۱۰۰ مشت‌زن برتر تاریخ به انتخاب مجلهٔ رینگ در ردهٔ شانزدهم قرار گرفت. وی همچنین در فهرست «سخت‌ترین مشت‌زنان سنگین‌وزن جهان» با انتخاب ای‌اس‌پی‌ان در رتبهٔ نخست قرار دارد. اسکای اسپورت او را با عنوان «وحشی‌ترین مبارز احتمالی تاریخ که وارد یک رینگ حرفه‌ای شده» توصیف کرد. نام او در تالار بین‌المللی مشاهیر بوکس ثبت شده است.
وی در طول دوران حرفه‌ای خود تا سال ۲۰۰۶ میلادی درآمدی بالغ بر ۳۰۰ میلیون دلار کسب کرد، که بیشتر این درآمد در اثر مصرف الکل از بین رفت به‌طوری که در سال ۲۰۱۶ مجله فوربس دارایی وی را حدود یک میلیون دلار تخمین زده بود.
از حضور او در نمایش‌های تلویزیونی می‌توان حضور دو دقیقه ای اش را در سریال آشنایی با مادر که از شبکهٔ سی‌بی‌اس پخش می‌شد، و همچنین حضور در پارت اول و دوم فیلم سینمایی خماری و حضور در فیلم سینمایی ایپ من۳ و بازی جدیدش در فیلم سینمایی کیک بوکسر۲ و فروشنده چینی و علاوه بر آن حضور در موزیک ویدیویی از امینم بنام گودزیلا(Godzilla) که در سال ۲۰۲۰ پخش شد، اشاره کرد. وی در نوجوانی به دلیل شرایط سخت زندگیش ترک تحصیل کرد.

## اوایل زندگی

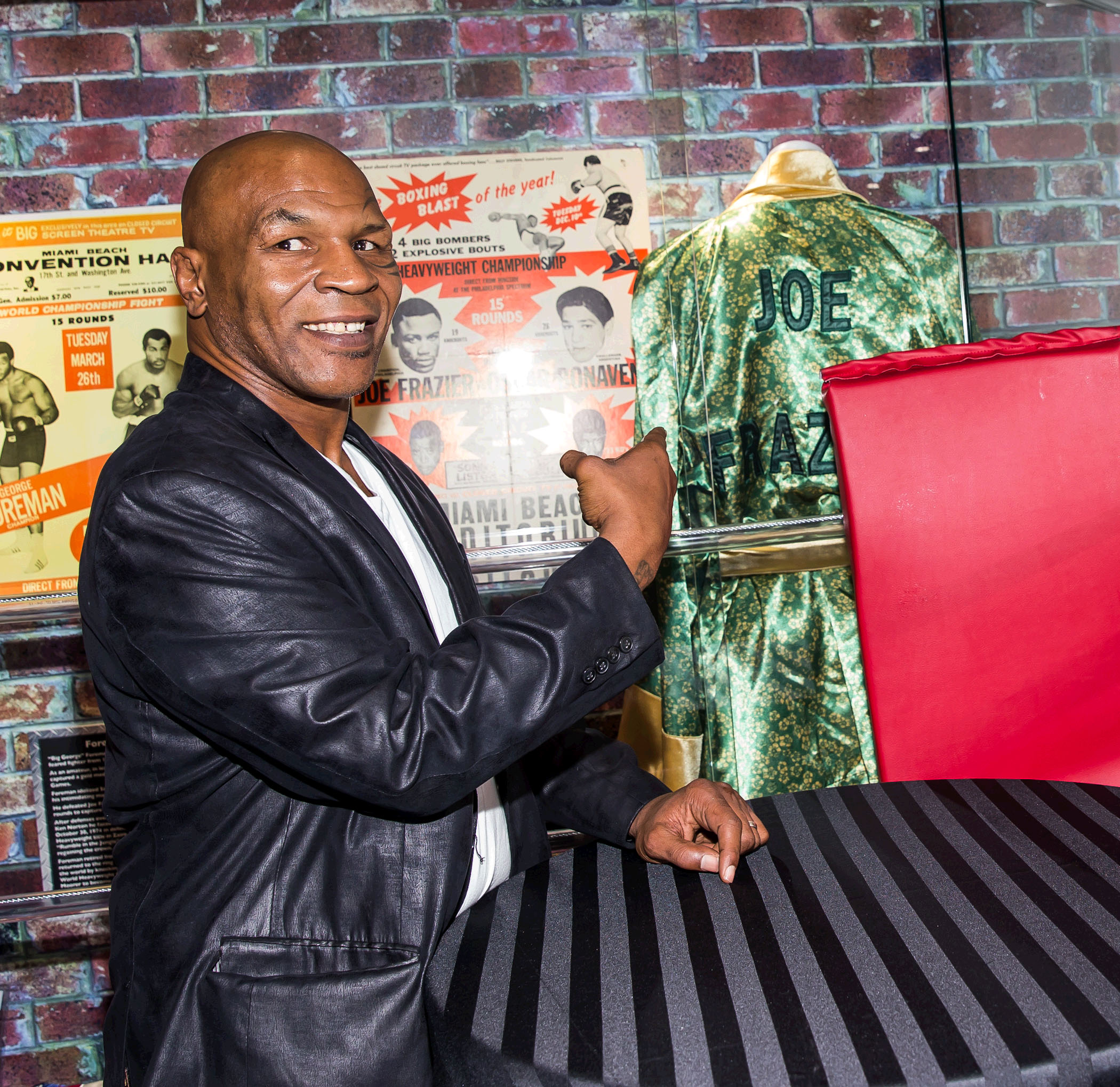
نرتبط

مایکل جرارد تایسون در ۳۰ ژوئن ۱۹۶۶ در براونویل، بروکلین، نیویورک متولد شد. او یک برادر بزرگ‌تر به نام رودنی (متولد ۱۹۶۱) و یک خواهر بزرگ‌تر به‌نام دنیس داشت که در فوریهٔ ۱۹۹۰ در اثر حملهٔ قلبی در ۲۴سالگی درگذشت. پدر خونی تایسون در شناسنامه‌اش با عنوان "Purcell Tyson" (که از جامائیکا بود) ذکر شده است، اما مردی که تایسون به‌عنوان پدرش شناخته شده بود جیمی کرکپاتریک بود. کرکپاتریک از گایر تاون، کارولینای شمالی و یکی از برترین بازیکنان بیس‌بال آن محله بود. کرکپاتریک ازدواج کرد و یک فرزند پسر متولد شد بنام جیمی لی کرکپاتریک، نیمه برادر تایسون، که به بازی او در تیم فوتبال دبیرستان شارلوت در سال ۱۹۶۵ کمک می‌کند. در سال ۱۹۵۹، جیمی کرکپاتریک خانواده خود را ترک کرد و به بروکلین رفت و در آنجا با مادر تایسون، لورنا مای (اسمیت) تایسون آشنا شد. کرکپاتریک مرتباً در سالن‌های استخر، قمار می‌کرد و در خیابان‌ها ولو می‌شد. تایسون گفت: "پدر من فقط یک مرد معمولی در خیابان بود که در دنیای خیابان‌ها گرفتار شد". کیرکپاتریک در حدود زمان تولد مایک، مادر و خانواده تایسون را رها کرد و مادر تایسون به تنهایی از فرزندان مراقبت کرد. کرکپاتریک در سال ۱۹۹۲ در گذشت.
این خانواده در بدفورد-استویوزانت زندگی می‌کردند تا اینکه هنگامی که تایسون ۱۰ ساله بود فشار مالی آنها ملزم به نقل مکان به براونزویل کرد. مادر تایسون شش سال بعد درگذشت، و سرپرستی تایسون ۱۶ ساله را به مدیر بوکس و مربی Cus D'Amato که سرپرست قانونی وی بود، واگذار کرد. تایسون بعداً گفت، "من هرگز مادرم را از دیدنم خوشحال و مفتخر نکردم: او فقط من را به عنوان یک بچه وحشی که در خیابان‌ها می‌پلکیدم، می‌دانست و با لباس‌های جدیدی به خانه می‌آمد که می‌دانست که من هزینه آن را نمی‌پردازم. هیچ وقت فرصتی برای صحبت با او یا اطلاع از او پیدا نمی‌کردید. از نظر حرفه ای، هیچ تأثیری ندارد، اما از نظر عاطفی و شخصی نیز خرد می‌شود.
در تمام دوران کودکی، تایسون در محله‌های اطراف پر از جرایم بسیار زیاد زندگی می‌کرد. طبق مصاحبه ای، اولین دعوای وی با جوانی بزرگتر انجام شده بود که سر یکی از کبوترهای تایسون را کنده بود. تایسون بارها دستگیر شد و مرتکب جنایات کوچک و نبرد با کسانی شد که صدای بلند او را مسخره می‌کردند. در سن ۱۳ سالگی، ۳۸ بار دستگیر شده بود. او تحصیل را مدرسه پسران در تریون، جانستاون، نیویورک به پایان رسانید. توانایی و استعداد بوکس تایسون در آنجا توسط بابی استوارت، مشاور بازداشتگاه نوجوان و بوکسور سابق کشف شد. استوارت تایسون را به عنوان یک مبارز برجسته در نظر گرفت و چند ماه قبل از معرفی وی به کاس داماتو، او را آموزش داد. تایسون از دبیرستان به عنوان اینکه به سن جوانی رسیده بود اخراج شد. وی در سال ۱۹۸۹ دکترای افتخاری در «نامه‌های انسانی» را از دانشگاه ایالتی مرکزی دریافت کرد. کوین رونی (Kevin Rooney) بوکسور سابق و مربی نامدار تایسون را آموزش داد، و گاهی اوقات توسط تدی اطلس نیز به او کمک می‌کرد، اگرچه اطلس در ۱۵ سالگی توسط D'Amato برکنار شد. کوین رونی سرانجام تمام وظایف آموزشی این جنگنده جوان را بر عهده گرفت.

## ورزش غیرحرفه‌ای
تایسون به‌عنوان یک مشت‌زن مبتدی، در بازی‌های المپیک نوجوانان ۱۹۸۱ و ۱۹۸۲ موفق به کسب مدال‌های طلا شد. وی در سال ۱۹۸۱ «و کورتز» و در ۱۹۸۲ «کلتون براون» را شکست داد. او دو بار به‌عنوان آماتور با هنری تیلمن مبارزه کرد و هر دو مبارزه را با رأی داوران باخت. تیلمن در بازی‌های المپیک تابستانی ۱۹۸۴ لس آنجلس موفق به کسب مدال طلای سنگین‌وزن شده بود.

## ورزش حرفه‌ای

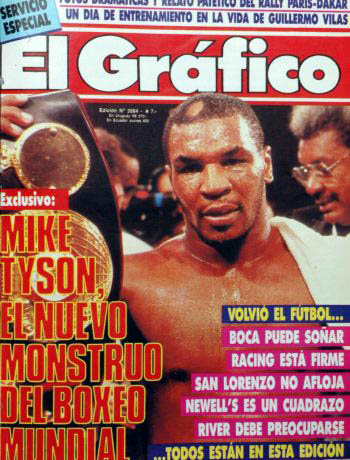
مایکل جرارد «مایک» تایسون

### قدم در راه ستاره شدن
تایسون نخستین مسابقهٔ حرفه‌ای خود را در ۱۸ سالگی در ۶ مارس ۱۹۸۵ در آلبانی، نیویورک انجام داد. او با ناک‌اوت فنی در راند اول، هکتور مرسدس را شکست داد. او در سال اول خود به‌عنوان یک ورزشکار حرفه‌ای ۱۵ مبارزه داشت. تایسون در مبارزه‌های مکررش، ۲۶ مبارزه از ۲۸ مبارزهٔ اول خود را با ناک‌اوت یا ناک‌اوت فنی پیروز شد. ۱۶ نفر از آن‌ها در راند اول ناک‌اوت شدند. دایرهٔ حریفان وی به‌تدریج به حریفانی بین‌المللی و سرشناس افزایش یافت، حریفانی مانند جیمز تیلیس، دیوید جاکو، جس فرگوسن، میچ گرین و مارویس فرازیر. پیروزی‌های وی توجه رسانه‌ها را به‌خود جلب کرد و تایسون به‌عنوان قهرمان بزرگ بعدی سنگین‌وزن معرفی شد. داماتو (D'Amato) در نوامبر ۱۹۸۵ در اوایل زندگی حرفه‌ای تایسون درگذشت، برخی تصور می‌کنند که مرگ او عامل اصلی بسیاری از مشکلاتی بود که تایسون با پیشرفت زندگی و حرفهٔ خود تجربه کرد.
نخستین مبارزهٔ تایسون با پوشش تلویزیونی سراسری در ایالات متحده در ۱۶ فوریهٔ ۱۹۸۶ در هیوستون فیلدهاوس در تروی، نیویورک در برابر جسی فرگوسن، برگزار شد و توسط ABC Sports پوشش داده شد. تایسون در راند پنجم فرگوسن را با یک ضربه آپرکات و شکستن بینی او ناک‌داون کرد. در راند ششم، فرگوسن در تلاشی آشکار برای جلوگیری از خوردن ضربات بیشتر، شروع به نگه‌داشتن و مهار تایسون کرد. داور بعد از چندین بار توصیه به فرگوسن برای اطاعت از دستورهای خود برای ترغیب او به بوکس، در نهایت مبارزه را نزدیک به میانهٔ راند ششم متوقف کرد. در ابتدا این مبارزه با رد صلاحیت (DQ) حریف برای تایسون حکم داده شد. پس از اعتراض تایسون، این حکم با ناک‌اوت فنی (TKO) به پیروزی «تغییر یافت».
در ماه ژوئیهٔ همان سال، پس از ثبت شش پیروزی دیگر با ناک‌اوت، تایسون با مارویس فرازیر، رقیب سابق عنوان قهرمانی جهان در گلینز فالز، نیویورک در یکی دیگر از پخش‌های مستقیم ABC Sports، مبارزه کرد. تایسون به‌راحتی پیروز شد و در زنگ شروع بازی، فرازیر را با یک ضربهٔ شدید آپرکات در ثانیه ۳۰ام مبارزه، به زمین انداخت.
در ۲۲ نوامبر ۱۹۸۶، تایسون به‌عنوان اولین مبارزهٔ خود، فرصت مبارزه در برابر تروور بربیک برای مسابقات قهرمانی سنگین‌وزن شورای جهانی بوکس (WBC) را به‌دست‌آورد. تایسون در راند دوم با ناک‌اوت فنی (TKO) حریف خود و با سن ۲۰ سال و ۴ ماه، جوان‌ترین قهرمان سنگین‌وزن این مسابقات، در تاریخ شد. عملکرد برتر تایسون تحسین‌های بسیاری را به همراه داشت.
تایسون تمامی بوکسورهای برجسته را با قدرت خود مرعوب کرد و مبارزات او همراه با سرعت فوق‌العادهٔ دست، دارای دقت، هماهنگی و زمان‌بندی بود. تایسون همچنین توانایی‌های قابل توجه دفاعی داشت و با سبک خاصی که مربی‌اش کاس داماتو آموزش داده بود، جلوی ضربات حریف، از خود دفاع می‌کرد. تکنیک ضربات انفجاری (پانچ) تایسون در ضربات هوک یا آپرکات، نقش بزرگی در پیروزی در برابر حریفان تایسون داشت.

### قهرمان بلامنازع
انتظارات از تایسون بسیار زیاد بود، و او برای پیروزی در سری مسابقه‌های اتحادیه برای ردهٔ سنگین‌وزن آماده بود. تورنمنتی که بدون شک برای ساختن یک قهرمان سنگین‌وزن طراحی شده بود. تایسون در ۷ مارس ۱۹۸۷ در لاس وگاس، نوادا از عنوان خود در برابر جیمز اسمیت دفاع کرد. وی در این مبارزه، با رأی داوران برنده اعلام شد. وی در در ماه مه ناک‌اوت فنی و در راند ششم پینکلون توماس را شکست داد. در ۱ اوت، او عنوان فدراسیون بین‌المللی بوکس (IBF) را از تونی تاکر در دوازده راند به اتفاق آرا با نتایج ۱۱۹–۱۱۱، ۱۱۸–۱۱۳ و ۱۱۶–۱۱۲ گرفت. تایسون نخستین بوکسور سنگین‌وزنی شد که در یک زمان، صاحب هر سه کمربند اصلی WBA ,WBC و IBF شد. نبرد دیگر، در اکتبر همان سال، با پیروزی تایسون در مقابل تایرل بیگز دارندهٔ مدال طلای فوق‌سنگین المپیک ۱۹۸۴، با ناک اوت در راند هفتم به پایان رسید.
در این دوره، تایسون مورد توجه شرکت بازی‌سازی نینتندو قرار گرفت. پس از مشاهده یکی از دعواهای تایسون، مدیرعامل نینتندو آمریکا، مینورو آراکاوا تحت تأثیر «قدرت و مهارت» این مبارز قرار گرفت و او را بر آن داشت تا به تایسون پیشنهاد دهد تا در تولید بازی‌های سیستم سرگرمی نینتندو با آن‌ها همکاری کند. بازی آرکید نینتندو با نام Mike Tyson's Punch-Out!!، در ۱۹۸۷ منتشر شد که با استقبال خوبی روبرو شد و بیش از یک میلیون نسخه از آن، فروخته شد.
تایسون در سال ۱۹۸۸ سه مبارزه داشت. او در ۲۲ ژانویهٔ ۱۹۸۸ با لری هولمز روبرو شد. این قهرمان افسانه‌ای سابق با ناک‌اوت در راند چهارم از تایسون شکست خورد. این تنها باخت با ناک‌اوتی بود که هولمز در طول ۷۵ دوره مسابقهٔ حرفه‌ای خود متحمل شد. سپس در ماه مارس، تایسون با تونی تابس در توکیوی ژاپن به رقابت پرداخت و در میان کارهای تبلیغاتی و بازاریابی خود، موفق به یک پیروزی آسان در راند دوم با ناک‌اوت شد.
در تاریخ ۲۷ ژوئن ۱۹۸۸، تایسون با مایکل اسپینکز روبرو شد. این مبارزه پس از ۹۱ ثانیه پایان یافت که تایسون اسپینکس را در راند نخست، ناک‌اوت کرد. بسیاری این زمان را اوج شهرت و توانایی بوکس تایسون می‌دانند.

### جنجال‌ها و افول
در این دوره، مشکلات تایسون در خارج از رینگ آغاز شد. ازدواج او با رابین گیونز به‌سمت طلاق پیش می‌رفت و قرارداد آیندهٔ او در معرض خطر قرار گرفته بود. در اواخر سال ۱۹۸۸، تایسون از مدیر خود بیل کیتون جدا شد و مربی قدیمی‌اش کوین رونی را اخراج کرد. در سال ۱۹۸۹، تایسون تنها دو مبارزه در میان آشفتگی‌های شخصی خود انجام داد. او در ماه فوریه مقابل فرانک برونو بوکسور بریتانیایی قرار گرفت. برونو موفق شد تایسون را در پایان راند اول بیهوش کند، اما تایسون در راند پنجم برونو را ناک‌اوت کرد. تایسون سپس کارل «حقیقت» ویلیامز را در راند نخست در ماه ژوئیه ناک‌اوت کرد.
تایسون در یک مبارزه در ۱۱ فوریهٔ ۱۹۹۰ قهرمانی بلامنازع خود را با شکست در مقابل باستر داگلاس در توکیو از دست داد. تایسون در راند هشتم داگلاس را با یک آپرکات نقش بر زمین کرد اما داگلاس پیش از پایان شمارش داور، از زمین برخاست و در دو راند بعدی ضربهٔ سنگینی به تایسون زد. پس از مبارزه، همراهان تایسون اعتراض داشتند که شمارش داور کند بوده و بیش از ده ثانیه طول کشیده تا داگلاس دوباره روی پای خود بیاید. ۳۵ ثانیه پس از آغاز راند دهم، داگلاس یک آپرکات وحشیانه را اجرا کرد و به‌دنبال آن با اجرای یک فن ترکیبی از چهار پانچ و هوک، تایسون را برای نخستین بار در دوران حرفه‌ای خود به زمین زد. پس از شمارش توسط داور اوکتاویو میران تایسون، در این مبارزه، شکست خورد.
با وجود این باخت تکان‌دهنده، تایسون گفته است که باخت به داگلاس بزرگ‌ترین لحظهٔ زندگی حرفه‌ای او بوده است. وی می‌گوید: «من به آن مبارزه نیاز داشتم تا از خود یک فرد و مبارز بهتر بسازم. من دیدگاه وسیع‌تری از خودم و بوکس دارم»

### مسابقه با جیک پاول
در ۲۶ آبان ۱۴۰۳ مایک تایسون پس از سال‌ها دوری از بوکس، در ۵۸ سالگی به روی رینگ بازگشت و مقابل جیک پاول ۲۷ساله پس از هشت راند مبارزه، شکست خورد. این مسابقه، گران‌ترین مبارزه مشت زنی تاریخ لقب گرفت. این مسابقه، ۶۰ میلیون بینندهٔ زنده داشت. جک پاول در پایان این رقابت ۴۰ میلیون دلار و تایسون ۲۰ میلیون دلار دریافت کرد. مایک پس از این شکست در حساب توییتر خود نوشت: «این یکی از زمان‌هایی است که شاید باخته باشید، اما در حقیقت برنده‌اید. به خاطر مبارزه روز گذشته خوشحالم که برای آخرین بار وارد رینگ شدم و اصلاً پشیمان نیستم.» جیک پاول، حریف مایک تایسون، نیز در واکنش به این پیام نوشت: «دوستت دارم مایک! مبارزه با تو برایم افتخارآمیز بود. تو الهام‌بخش هم ما هستی.»

## محکومیت به تجاوز، زندان و تغییر
تایسون در ژوئیهٔ سال ۱۹۹۱ به‌جرم تجاوز به دختری ۱۸ساله به‌نام دزیره واشینگتن در میس‌بلک رود آیلند، در اتاق هتلی در ایندیاناپلیس، دستگیر شد. دادگاه تجاوز جنسی تایسون از ۲۶ ژانویه تا ۱۰ فوریهٔ ۱۹۹۲ در دادگاه عالی شهرستان ماریون صورت گرفت.
تأیید نسبی ادعای واشینگتن از طریق شهادت رانندهٔ تایسون انجام شد که وضعیت شوکه‌شدهٔ دزیره واشینگتن را پس از حادثه تأیید کرد. شهادتی دیگر از سوی پزشک بخش اورژانس ارائه شد که بیش از ۲۴ ساعت پس از حادثه، واشینگتن را معاینه کرد و تأیید کرد که وضعیت جسمانی واشینگتن با تجاوز جنسی مطابقت داشته.
تحت بررسی مستقیم وینسنت جی. فولر، وکیل مدافع، تایسون ادعا کرد که همه چیز با رضایت کامل واشینگتن اتفاق افتاده است و او ادعا کرد که وی را مجبور نکرده است. هنگامی که وی توسط دادستان ارشد گریگوری گاریسون مورد بازپرسی قرار گرفت، تایسون ادعاهای مبنی بر اغفال واشینگتن را رد کرد و اصرار داشت که خود او می‌خواسته با او رابطه جنسی داشته باشد. در تاریخ ۱۰ فوریهٔ ۱۹۹۲ پس از جلسهٔ رأی هیئت منصفه که ۱۰ ساعت به‌طول انجامید، مایک تایسون به اتهام تجاوز به عنف، محکوم شد.
تایسون تحت وکالت الن درشویتس، دادخواست تجدیدنظر در مورد محکومیت را به دادگاه ارائه کرد و با استناد به سابقهٔ رفتارهای جنسی گذشتهٔ قربانی، محرومیت از سه شاهد بالقوه درخواستی برای تجدیدنظر صادر کرد. دادگاه تجدیدنظر ایندیانا رأی به محکومیت تایسون داد.
در ۲۶ مارس ۱۹۹۲، تایسون به شش سال زندان به همراه چهار سال حبس تعلیقی محکوم شد. وی علی‌رغم اینکه در زمان وقوع جنایت ۲۵ سال سن داشت، در آوریل ۱۹۹۲ به مرکز بازپروری جوانان ایندیانا (در حال حاضر مرکز اصلاحات Plainfield) فرستاده شد و در مارس ۱۹۹۵ پس از گذراندن کمتر از سه سال از شش سال محکومیتش از زندان آزاد شد.
به‌طور گسترده گزارش شده که تایسون در زندان به اسلام گروید و نام عربی مالک عبد العزیز را اختیار کرد. (البته برخی منابع گزارش کرده‌اند او نام مالک شباز را اختیار کرد). به هر روی تایسون اظهار داشته که گرویدنش به اسلام پیش از ورود به زندان رخ داده، ولی تلاشی برای اصلاح اطلاعات غلط در رسانه‌ها انجام نداده. تایسون به‌دلیل محکومیتش، با عنوان مجرم جنسی درجه ۲ ثبت شده است.

## بازگشت
پس از آزادی از زندان، تایسون به راحتی در مبارزات خود مقابل پیتر مکنیلی (Peter McNeeley) و باستر ماتیس جونیور (.Buster Mathis Jr) پیروز شد. نخستین مبارزهٔ تایسون پس از آزادی، برای تلویزیون PPV بیش از ۹۶ میلیون دلار در سراسر جهان درآمد داشت که ۶۳ میلیون دلار آن در ایالات متحده بود. مشاهده این مبارزه توسط ۱٫۵۲ میلیون خانه خریداری شده است، و هم سابقه مشاهده PPV و هم سوابق درآمدی را نشان می‌دهد. مبارزه ۸۹ ثانیه ای انتقاداتی را برانگیخت که مدیریت تایسون برای اطمینان از پیروزی‌های آسان برای بازگشت وی، «قوطی‌های گوجه فرنگی» را ترسیم کرد. مبارزه تایسون - مکنیلی در لیست ۵۰ مورد از بزرگ‌ترین لحظات ورزشی تلویزیون در تمام دوران در سال ۱۹۹۸ بود.
تایسون با برتری در قهرمانی WBC مقابل فرانک برونو در مارس ۱۹۹۶، یک کمربند را دوباره بدست آورد. این دومین مبارزه بین این دو بود و تایسون در راند سوم برونو را شکست داد. در سال ۱۹۹۶، لنوکس لوئیس ۱۳٫۵ میلیون دلار ضمانت برای مبارزه با تایسون را رد کرد. این تا به امروز بالاترین کیف پول مبارزه لوئیس بوده است. لوئیس سپس ۴ میلیون دلار از دون کینگ پذیرفت تا کنار بگذارد و به تایسون اجازه دهد به جای ۳۰ میلیون دلار با بروس سلدون بجنگد با این هدف که اگر تایسون سلدون را شکست دهد، بعد با لوئیز مبارزه کند. تایسون در سپتامبر همان سال با شکست دادن سلدون قهرمان در راند اول، کمربند WBA را تصاحب کرد. سلدون بخاطر فروپاشی در برابر مشت‌های تایسون به شدت مورد انتقاد قرار گرفت و در مطبوعات مورد تمسخر قرار گرفت.

## مبارزات تایسون-هالیفیلد
تایسون در مقابل هالیفیلد (۱)
تایسون تلاش کرد تا از عنوان WBA در برابر ایواندر هالیفیلد که در چهارمین مبارزه برگشت خود بود دفاع کند. هالیفیلد در سال ۱۹۹۴ به دنبال از دست دادن قهرمانی خود به مایکل مورر بازنشسته شد.
در ۹ نوامبر ۱۹۹۶، در لاس وگاس، نوادا، تایسون در مسابقه ای که از آن با عنوان «سرانجام» یاد شد، با هالیفیلد روبرو شد. در یک گردش سریع و حیرت‌انگیز از وقایع، هالیفیلد، که تقریباً هیچ شانس پیروزیی توسط مفسران بی شمار به او داده نشد، تایسون را با ناک اوت فنی شکست داد وقتی داور مسابقه میچ هالپرن در راند یازدهم مسابقه را متوقف کرد، هالیفیلد دومین بوکسوری بود که سه بار کمربند قهرمانی دسته سنگین‌وزن را کسب کرد. پیروزی هالیفیلد با اتهاماتی از سوی تیم تایسون در مورد ضربات مکرر هالیفیلد به سر تایسون در طول راند همراه بود. اگرچه ضربه‌های سر توسط داور تصادفی تلقی شد. مسابقه بعدی آنها تبدیل به یک مشاجره شد.
تایسون در مقابل هالیفیلد (۲) و پس از آن
تایسون و هالیفیلد دوباره در ۲۸ ژوئن ۱۹۹۷ به مبارزه پرداختند. در ابتدا قرار بود هالپرن داور شود، اما پس از اعتراض اردوی تایسون، هالپرن به نفع میلز لین کنار رفت. بازی برگشت بسیار پیش‌بینی شده با نام صدا و خشم "The Sound and The Fury" لقب گرفت و در ام جی ام گرند گاردن آرنای (MGM Grand Garden Arena) لاس وگاس، محل اولین دوره برگزار شد. این یک رویداد پر سود بود و حتی بیشتر از اولین دوره اول جلب توجه کرد و ۱۰۰ میلیون دلار درآمد داشت. تایسون ۳۰ میلیون دلار و هالیفیلد ۳۵ میلیون دلار، بالاترین کیف پول بوکس حرفه ای تا سال ۲۰۰۷ را دریافت کردند. این مبارزه توسط ۱٫۹۹ میلیون خانوار خریداری شد و یک رکورد نرخ خرید برای هر بازدید را که تا ۵ مه ۲۰۰۷ به خود اختصاص داد، این رکورد در جریان مسابقه اسکار د لا هویا و فلوید می‌ودر شکسته شد.
به زودی برای تبدیل شدن به یکی از بحث برانگیزترین رویدادهای ورزشی مدرن، این مبارزه در پایان دور سوم متوقف شد، با این که تایسون به‌دلیل گاز گرفتن هر دو گوش هالیفیلد رد صلاحیت شد. اولین باری که تایسون او را گاز گرفت، مسابقه موقتاً متوقف شد. داور میلز لین دو امتیاز از تایسون کسر و مبارزه ادامه یافت ولی با این حال و پس از؛ از سرگیری مسابقه، تایسون دوباره هالیفیلد را گاز گرفت و در نتیجه توسط داور رد صلاحیت گشته و هالیفیلد در این مسابقه پیروز شد. گاز گرفتگی به اندازه کافی شدید بود تا تکه گوش راست هالیفیلد را که پس از مسابقه در طبقه رینگ پیدا شد، جدا کرد. تایسون بعداً اظهار داشت که اقدامات وی تلافی ضرباتی بود که هالیفیلد مرتباً بدون مجازات داور به سر او می‌زد. در سردرگمی که پس از پایان راند و اعلام نتیجه رخ داد، بین تماشاگران نزدیک رینگ شورش رخ داد و چندین نفر زخمی شدند. مسابقه دوم تایسون-هالیفیلد، اولین مبارزه عنوان سنگین‌وزن در طول ۵۰ سال قبل از آن بود که با نتیجه رد صلاحیت به پایان رسید.
متعاقب این حادثه، ۳ میلیون دلار بلافاصله از کیف پول ۳۰ میلیون دلاری تایسون توسط کمیسیون بوکس ایالت نوادا (بیشترین قانونی که در آن زمان می‌توانست کسر شود) کسر شد. دو روز پس از مسابقه، تایسون بیانیه ای صادر کرد، از هالیفیلد بخاطر اقدامات خود عذرخواهی کرد و خواست که برای زندگی بر اثر این حادثه منع نشود. تایسون در رسانه‌های خبری کاملاً محکوم شد اما بدون مدافع هم نبود. کاترین دان رمان‌نویس و مفسر ورزشی ستونی را نوشت که در آن به انتقاد از هالیفیلد پرداخت. در این دوره بحث‌برانگیز رسانه‌های خبری او را به متعصب بودن در برابر تایسون متهم کرد.
در ۹ ژوئیه ۱۹۹۷، مجوز بوکس تایسون توسط یک کمیسیون و به اتفاق آرا توسط کمیته ورزشی ایالت نوادا لغو شد. وی همچنین ۳ میلیون دلار جریمه شد و موظف شد تا هزینه‌های دادرسی را بپردازند. از آنجایی که اکثر کمیسیون‌های ورزشی دولت به تحریم‌های وضع شده توسط سایر کشورها احترام می‌گذارند، این باعث شد تایسون نتواند در ایالات متحده بوکس شود. این ابطال دائمی نبود، زیرا کمیسیون ۴ به ۱ رای داد تا مجوز بوکس تایسون را در ۱۸ اکتبر ۱۹۹۸ بازگرداند.
تایسون در مدت زمان دور از بوکس در سال ۱۹۹۸، در WrestleMania XIV به عنوان مجری مهمان مسابقات اصلی، مسابقه بین شاون مایکلز و استیو آستین، شرکت کرد. تایسون ۳ میلیون دلار به عنوان مجری مهمان این مسابقه در WrestleMania XIV دریافت کرد.
از ۱۹۹۹ تا ۲۰۰۵

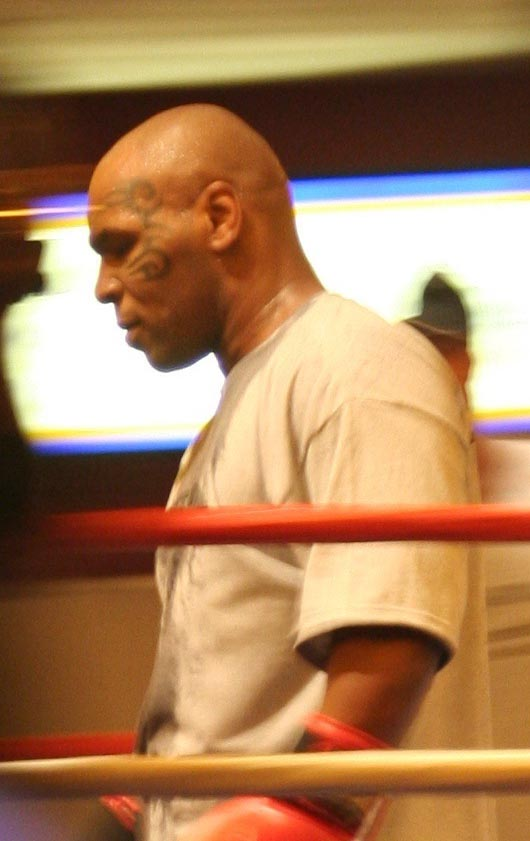
تایسون در رینگ، لاس وگاس، ۲۰۰۶

در ژانویه ۱۹۹۹، تایسون برای بازی مقابل فرانسیس بوتا (Francois Botha) در آفریقای جنوبی به رینگ بازگشت. این مسابقه همچنین با جنجال به پایان رسید. در حالی که هر دو در ابتدا این مبارزه را کنترل می‌کردند، تایسون گفته می‌شود که تلاش کرده است تا در هنگام تساوی، بازوهای بوتا را بشکند. بوتا در تمام رده‌بندی‌های گل‌ها امتیاز داشت و به اندازه کافی اعتماد به نفس داشت تا با ادامه این مبارزه تایسون را به سخره بگیرد. با این وجود، تایسون در راند پنجم که بوتا را با یک راست مستقیم ناک اوت کرد.
مشکلات حقوقی بار دیگر گریبان تایسون را گرفت. در ۵ فوریه ۱۹۹۹، تایسون به یک سال حبس تعزیری محکوم شد، ۵۰۰۰ دلار جریمه شد و به او دستور داده شد که دو سال عفو مشروط را به همراه ۲۰۰ ساعت سرویس اجتماعی پس از تصادفی در ۳۱ اوت ۱۹۹۸ و حمله به دو راننده، تحمل کند. او نه ماه از این حبس را گذراند. پس از آزادی، در ۲۳ اکتبر ۱۹۹۹ با اورلین نوریس (Orlin Norris) جنگید. تایسون پس از صدای زنگ پایان راند اول با ضربه هوک چپ نوریس را به زمین زد. نوریس هنگام افتادن از ناحیه زانوی خود زخمی شد و گفت که قادر به ادامه کار نیست. و مسابقه بدون نتیجه پایان یافت.
در سال ۲۰۰۰، تایسون سه مبارزه داشت. اولین مسابقه در ماه ژانویه در منچستر انگلیس مقابل جولیوس فرانسیس برگزار شد. پس از جنجال در مورد اینکه آیا تایسون اجازه شرکت در کشور داده شد، وی چهار دقیقه طول کشید تا فرانسیس را ناک اوت کند و مبارزه در راند دوم به پایان رسید. او همچنین در ژوئن سال ۲۰۰۰ در گلاسکو با لو ساوورس (Lou Savarese) جنگید و در راند اول پیروز شد. این مبارزه تنها ۳۸ ثانیه طول کشید. تایسون بعد از اینکه داور مسابقه را متوقف کرد، ادامه داد و به محض تلاش برای جدا کردن بوکسور، داور را به زمین زد. در ماه اکتبر، تایسون در راند سه بعد از اینکه گوتوتا به دلیل شکستگی گونه، شکایت و آسیب دیدگی در گردن، قادر به ادامه کار نبود، با همان نتیجه بحث‌برانگیز بر اندرو گولوتا، پیروز شد. این نتیجه بعداً تغییر یافت زیرا تایسون از انجام آزمایش دارویی قبل از مبارزه امتناع ورزید و پس از آزمایش ادرار بعد از مبارزه، نتیجه تست ماری جوانا را مثبت ارزیابی کرد. تایسون تنها یک بار در سال ۲۰۰۱ مبارزه کرد که طی آن برایان نیلسن را در کپنهاگ با ناک اوت فنی در راند هفتم شکست داد.
لوئیس در برابر تایسون

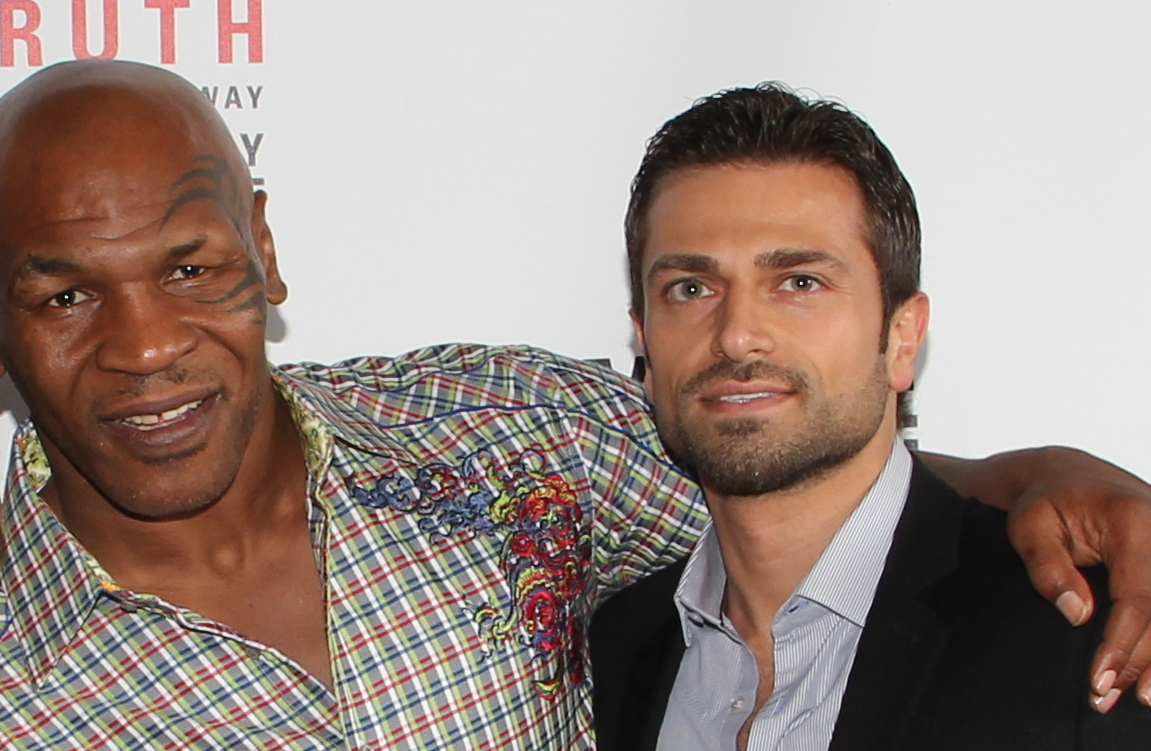
Tyson with Ahmed Salim in April 2012

تایسون بار دیگر فرصتی برای جنگیدن در مسابقات قهرمانی سنگین‌وزن در سال ۲۰۰۲ داشت. لنوکس لوئیس عناوین WBC ,IBF ,IBO و Lineal را در آن زمان به دست آورد. به عنوان مبارزان امیدوار، تایسون و لوئیس در جلسه‌ای که توسط کاس داماتو در سال ۱۹۸۴ ترتیب داده شده بود، در یک اردوگاه آموزشی حضور داشتند. تایسون برای مبارزه با لوئیس دنبال یک محل برگزاری پرفروش بوکس در نوادا بود، اما کمیسیون بوکس نوادا مجوز بوکس او را رد کرد زیرا در آن زمان با اتهامات احتمالی تجاوز جنسی مواجه بود.
دو سال قبل از این مسابقه، تایسون در مصاحبه ای پیرامون جنگ ساوارس چندین اظهارات التهابی به لوئیس کرده بود. این اظهارات شامل جمله «من دل تو را می‌خواهم، می‌خواهم فرزندان شما را بخورم.». چند هفته بعد، کمیته ورزشی ایالت نوادا از اعطای مجوز تایسون برای این مبارزه امتناع ورزید، و مروج کنندگان مجبور بودند ترتیبات جایگزینی را انجام دهند. پس از اینکه چندین کشور از صدور مجوز تایسون خودداری کردند، این نبرد سرانجام در تاریخ ۸ ژوئن در Pyramid Arena در ممفیس، تنسی رخ داد. لوئیس بر این نبرد مسلط شد و در راند هشتم تایسون را با ضربه راست زد. تایسون پس از مبارزه احترام به جای آورد و پیروزی لوئیس را ستایش کرد. این مبارزه بزرگ‌ترین واقعه در تاریخ فروش برای هر رویدادی در آن زمان بود و ۱۰۶/۹ میلیون دلار درآمد از ۱٫۹۵ میلیون فروش در ایالات متحده ایجاد کرد.
شغل بعدی، ورشکستگی و بازنشستگی

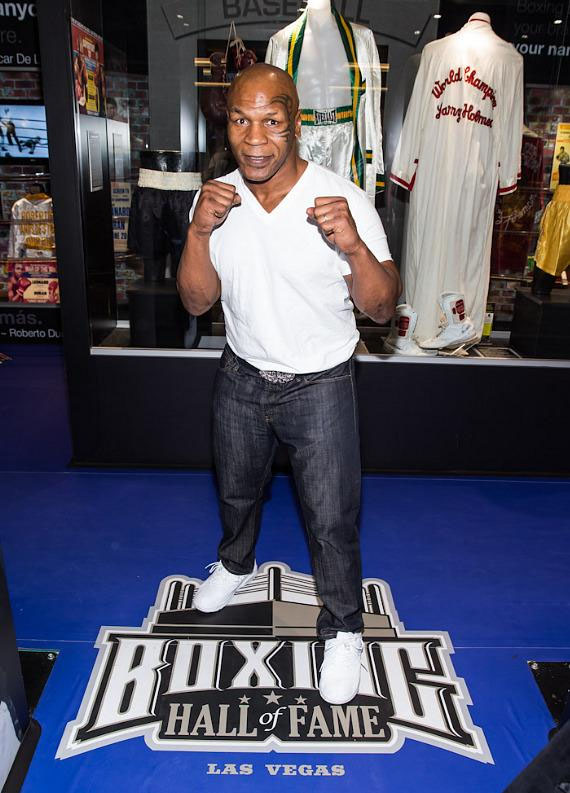
تایسون در می ۲۰۱۳

در یکی دیگر از نبردهای ممفیس در ۲۲ فوریه ۲۰۰۳، تایسون حریف خود کلیفورد ایتین را در همان راند اول مسابقه به مدت ۴۹ ثانیه به شدت مورد ضرب و شتم قرار داد. پیش از مبارزه با شایعاتی همراه بود در نهایت ثابت شد پیروزی نهایی حرفه ای تایسون در رینگ است.
در اوت ۲۰۰۳، پس از سال‌ها مبارزات مالی، تایسون سرانجام به ورشکستگی رسید.
در تاریخ ۱۳ اوت سال ۲۰۰۳، تایسون بلافاصله پس از پیروزی ساپ در برابر کیمو لئوپولدو در لاس وگاس، برای رویارویی رو در رو با پدیده جنگنده K-1، باب ساپ، وارد رینگ شد. K-1 با امید به درگیری بین این دو، قرارداد تایسون را به امضا رساند، اما تاریخ جنایت تایسون، ویزا را برای ورود به ژاپن غیرممکن ساخت، جایی که این جنگ بیشترین سود را داشت. مکان‌های جایگزین مورد بحث قرار گرفت، اما مبارزه در نهایت اتفاق نیفتاد.
در تاریخ ۳۰ ژوئیه ۲۰۰۴، تایسون در یکی دیگر از نبردهای برگشتی، مقابل بوکسور انگلیس، دنی ویلیامز بازی کرد و این بار در لوئیزویل، کنتاکی به روی رینگ رفت. تایسون در دو راند افتتاحیه مسلط شد. راند سوم هم مساوی بود و ویلیامز چند ضربه تمیز و همچنین چند ضربه غیرقانونی داشت که برای او پنالتی شد. در راند چهارم، تایسون به‌طور غیرمنتظره ناک اوت شد. پس از این درگیری، مشخص شد که تایسون در راند اول سعی داشت بر روی یک پا بجنگد و یک رباط در زانو چپ خود را پاره کرد. این پنجمین شکست شغلی تایسون بود. وی چهار روز پس از درگیری تحت عمل جراحی برای رباط قرار گرفت. مدیر او، شلی فینکل، ادعا کرد که تایسون از زمانی که مصدومیت زانو داشت، نمی‌تواند مشت‌های راست مستقیم پرتاب کند.
در ۱۱ ژوئن ۲۰۰۵، تایسون با پیروزی بر کوین مک براید قبل از شروع دور هفتم طی یک مسابقه نزدیک، دنیای بوکس را متحیر کرد. وی در مستند تایسون در سال ۲۰۰۸ اظهار داشت که مبارزه با مک براید هر روز او را تحت فشار قرار می‌داد، او پیروزی را پیش‌بینی نمی‌کرد، و در وضعیت بدنی نامناسبی قرار داشت. تایسون پس از از دست دادن سه چهار مسابقه اخیر خود، گفت که بوکس را ترک می‌کند زیرا احساس می‌کند اشتیاق خود را برای ورزش از دست داده است.
در سال ۲۰۰۰، تایسون کسانی که برای او کار می‌کردند را اخراج کرد و حسابداران جدیدی را استخدام کرد، که بیانیه ای را تهیه کردند که نشان می‌داد سال را با ۳٫۳ میلیون دلار بدهی را شروع کرده اما ۶۵٫۷ میلیون دلار درآمد داشته است. در اوت سال ۲۰۰۷، تایسون به جرم داشتن مواد مخدر و رانندگی تحت تأثیر آن در دادگاه آریزونا، مقصر و گناهکار بود. مقامات گفتند تایسون، که سابقه طولانی در مشکلات حقوقی دارد، در آن روز به استفاده از کوکائین و اعتیاد به مواد مخدر اعتراف کرد.

## تور نمایشی
تایسون برای کمک به پرداخت بدهی‌های خود، در سال ۲۰۰۶ برای مجموعه ای از نمایش‌های چهار راندی در برابر مسافر سنگین وزنه‌بردار کوری سندرز (Corey Sanders) در یانگزتاون، اوهایو به رینگ بازگشت. تایسون، بدون محافظ سر با ۵ فوت و ۱۰٫۵ اینچ قد و ۲۱۶ پوند وزن، از نظر کیفیتی بسیار خوب بود اما از صدرنشینی مقابل سندرز فاصله داشت. به نظر می‌رسد که تایسون در این نمایش‌ها «در حال عقب ماندن» است تا از پایان زودهنگام «نمایش» جلوگیری کند. تایسون دلایل بازگشت خود را این‌گونه شرح می‌دهد: «اگر من از این کویر مالی خلاص نشوم، ممکنه حتی مجبور شم که کیسه بوکس کسی بشوم. پولی که می‌گیرم کمک فوق‌العاده ای به من نمی‌کند، اما من احساس خوبی نسبت به خودم دارم. من افسرده نخواهم شد»

## میراث
رتبه‌بندی "بزرگترین قهرمانان سنگین وزن همه دوران" توسط مجله "رینگ" تایسون را در شماره ۱۴ در این لیست قرار داد. علی‌رغم انتقاد از مواجهه با رقابت تحت‌الشعاع در دوران قهرمانی، قدرت ناک اوت تایسون و عامل ارعاب، او را به پویاترین قرعه کشی بوکس آفیس این ورزش تبدیل کرد. به گفته داگلاس کوونکا از نیویورک تایمز، "[دهه ۱۹۹۰] با مایک تایسون آغاز شد، که از نظر بسیاری به عنوان آخرین قهرمان سنگین وزن در نظر گرفته می‌شود و عنوان خود را به بوستر داگلاس جونیور نامدار واگذار کرد. هفت سال بعد، آقای تایسون تکه گوش اینواندر هالیفیلد در یک رقابت قهرمانی سنگین وزن کند که لحظه ای افتخارآمیز برای ورزش نیست. "
مایک تایسون، در لیست '''۱۰۰ مشت زن بزرگ سنگین‌وزن همه دوران''' مجلهٔ رینگ در رتبه نهم، و در جدول رتبه‌بندی قهرمانان سنگین‌وزن جهان سایت معتبر بوکس رک (به انگلیسی: BoxRec) در رتبه نهم، بعد از جیمی بیوینس و قبل از ردیک بو قرار دارد.
در لیست مجله رینگ از ۸۰ بهترین مبارز ۸۰ سال گذشته، منتشر شده در سال ۲۰۰۲، تایسون در شماره ۷۲ قرار گرفت. وی در فهرست بزرگ‌ترین پانچ‌های تمام دوران مجله رینگ در سال ۲۰۰۳ در ردیف ۱۶ قرار دارد. تایسون برای کسب عنوان هفتمین سنگین‌وزن جهان، ۱۱ بوکسور نامدار سنگین‌وزن را شکست داده است.
در ۱۲ ژوئن ۲۰۱۱، تایسون به همراه قهرمان افسانه ای مکزیک خولیو سزار چاوس، قهرمان فوق سبک‌وزن کوستیا زو بازیگر/فیلم نامه نویس سیلوستر استالونه به تالار بین‌المللی مشاهیر بوکس منتقل شدند.

## در فرهنگ عامه

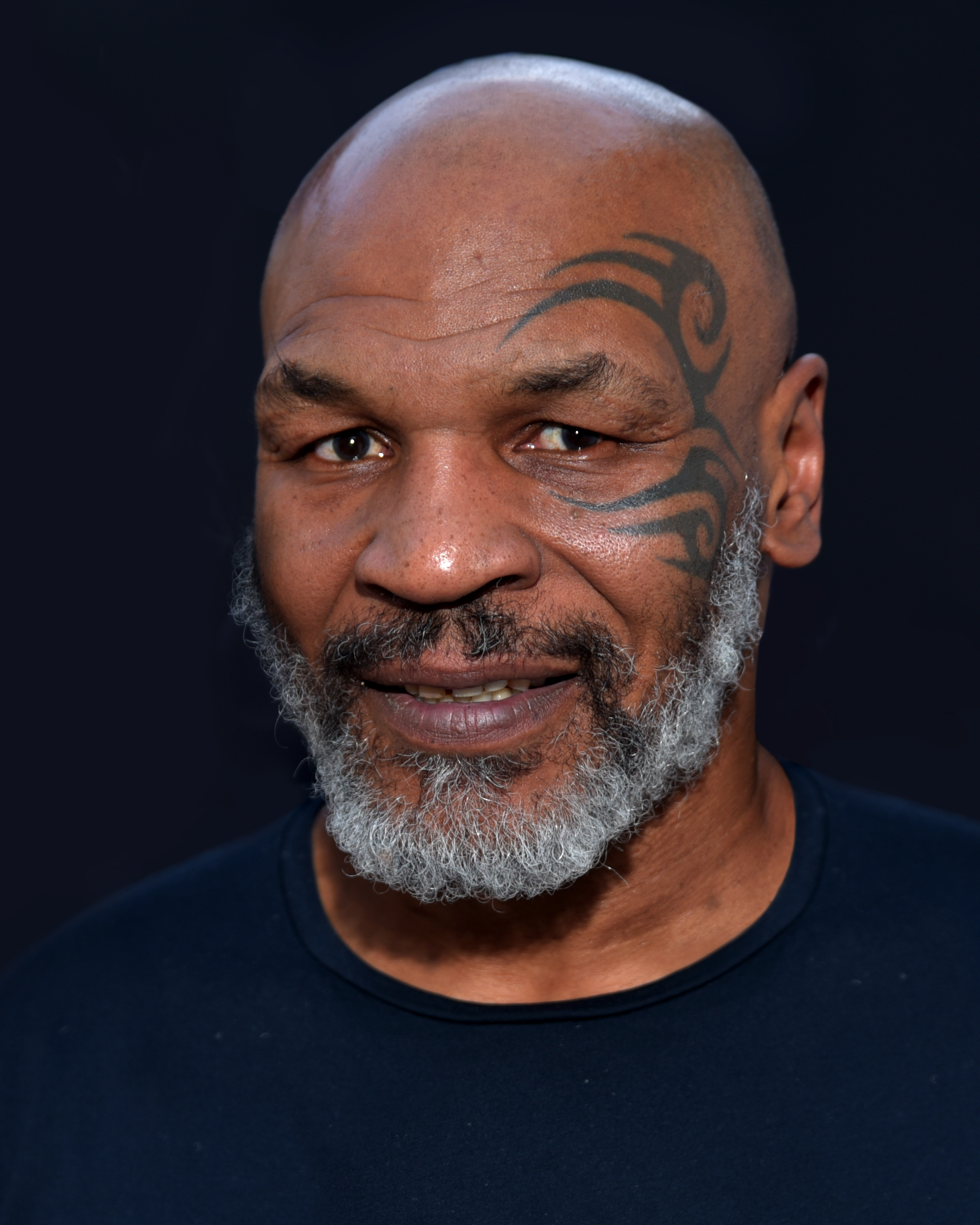
مایک تایسون در ۵۳ سالگی

در اوج شهرت و شغل خود در اواخر دهه ۱۹۸۰ و در طول دهه ۱۹۹۰، تایسون یکی از شناخته شده‌ترین شخصیت‌های ورزشی جهان بود. علاوه بر موفقیت‌های ورزشی بسیار، رفتارهای ظالمانه و بحث‌برانگیز وی در رینگ و در زندگی خصوصی، او را در چشم مردم و در صحنه نگه داشته است. به همین ترتیب، تایسون سوژه رسانه‌های پرشمار و مردمی از جمله فیلم، تلویزیون، کتاب و موسیقی شده است. او همچنین در بازی‌های ویدئویی و به عنوان سوژه تقلید یا طنز به نمایش درآمده است. تایسون درگیر کشتی‌گیری حرفه ای شد و حضور پر رنگی در فیلم و تلویزیون به نمایش گذاشت.
فیلم تایسون در سال ۱۹۹۵ به کارگردانی اولی ادل اکران شد. این فیلم زندگی مایک تایسون، از مرگ سرپرست و مربی او کاس داماتو تا محکومیت تجاوز او را بررسی می‌کند. نقش تایسون توسط مایکل جای وایت بازی می‌شود.
کتاب آخرین مبارزه بزرگ (The Last Great Fight): داستان فوق‌العاده دو مرد و اینکه چگونه یک مبارزه زندگی آنها را برای همیشه تغییر داد، در سال ۲۰۰۷ منتشر شد که تاریخچه زندگی تایسون و داگلاس را قبل و بعد از قهرمانی در وزن سنگین قهرمانان بازگو می‌کند.
در سال ۲۰۰۸، مستند تایسون در جشنواره سالانه فیلم کن در فرانسه برتر شد.
او شخصیت تیتراژ در Mike Tyson Mysteries است که از تاریخ ۲۷ اکتبر ۲۰۱۴ در برنامه شنای بزرگسالان شروع به پخش کرد. در نمایش، تایسون نسخه تخیلی خود را بازگو می‌کند.

## کارنامه بوکس حرفه ای
| خلاصه بوکس حرفه‌ای |        |        |
| ۵۸ مبارزه         | ۵۰ بُرد | ۶ شکست |
| با ناک‌اوت         | ۴۴     | ۵      |
| با تصمیم داور     | ۵      | ۰      |
| با رد صلاحیت      | ۱      | ۱      |
| بی‌نتیجه           | ۲      | ۲      |

| ردیف | نتیجه  | رکورد    | حریف                | ثبت | راند، زمان    | تاریخ          | سن              | محل                                                           | توضیح                                                                                    |
| ---- | ------ | -------- | ------------------- | --- | ------------- | -------------- | --------------- | ------------------------------------------------------------- | ---------------------------------------------------------------------------------------- |
| ۵۸   | بازنده | 50–6 (۲) | کوین مک براید       | RTD | 6 (10), ۳:۰۰  | Jun 11, 2005   | ۳۸ سال، ۳۴۶ روز | MCI Center, Washington, D.C., U.S.                            |                                                                                          |
| ۵۷   | بازنده | 50–5 (۲) | دنی ویلیامز         | KO  | 4 (10), ۲:۵۱  | Jul 30, 2004   | ۳۸ سال، ۳۰ روز  | Freedom Hall, Louisville, Kentucky, U.S.                      |                                                                                          |
| ۵۶   | برنده  | 50–4 (۲) | کلیفورد اتی ینه     | KO  | 1 (10), ۰:۴۹  | Feb 22, 2003   | ۳۶ سال، ۲۳۷ روز | The Pyramid, Memphis, Tennessee, U.S.                         |                                                                                          |
| ۵۵   | بازنده | 49–4 (۲) | لنوکس لوئیس         | KO  | 8 (12), ۲:۲۵  | Jun 8, 2002    | ۳۵ سال، ۳۴۳ روز | The Pyramid, Memphis, Tennessee, U.S.                         | For WBC, IBF, IBO, and The Ring heavyweight titles                                       |
| ۵۴   | برنده  | 49–3 (۲) | برایان نیلسون       | RTD | 6 (10), ۳:۰۰  | Oct 13, 2001   | ۳۵ سال، ۱۱۵ روز | Parken Stadium, Copenhagen, Denmark                           |                                                                                          |
| ۵۳   | NC     | 48–3 (۲) | اندرو گولوتا        | RTD | 3 (10), ۳:۰۰  | Oct 20, 2000   | ۳۴ سال، ۱۱۲ روز | The Palace, Auburn Hills, Michigan, U.S.                      | Originally an RTD win for Tyson, later ruled an NC after he tested positive for cannabis |
| ۵۲   | برنده  | 48–3 (۱) | لوو ساوارس          | TKO | 1 (10), ۰:۳۸  | Jun 24, 2000   | ۳۳ سال، ۳۶۰ روز | Hampden Park, Glasgow, Scotland                               |                                                                                          |
| ۵۱   | برنده  | 47–3 (۱) | جولیوس فرانسیس      | TKO | 2 (10), ۱:۰۳  | Jan 29, 2000   | ۳۳ سال، ۲۱۳ روز | MEN Arena, Manchester, England                                |                                                                                          |
| ۵۰   | NC     | 46–3 (۱) | اورلان نوریس        | NC  | 1 (10), ۳:۰۰  | Oct 23, 1999   | ۳۳ سال، ۱۱۵ روز | MGM Grand Garden Arena, Paradise, Nevada, U.S.                | NC after Norris was unable to continue from a Tyson foul                                 |
| ۴۹   | برنده  | ۴۶–۳     | فرانسیس بوتا        | KO  | 5 (10), ۲:۵۹  | Jan 16, 1999   | ۳۲ سال، ۲۰۰ روز | MGM Grand Garden Arena, Paradise, Nevada, U.S.                |                                                                                          |
| ۴۸   | بازنده | ۴۵–۳     | ایواندر هالیفیلد    | DQ  | 3 (12), ۳:۰۰  | Jun 28, 1997   | ۳۰ سال، ۳۶۳ روز | MGM Grand Garden Arena, Paradise, Nevada, U.S.                | For WBA heavyweight title; Tyson disqualified for biting                                 |
| ۴۷   | بازنده | ۴۵–۲     | ایواندر هالیفیلد    | TKO | 11 (12), ۰:۳۷ | Nov 9, 1996    | ۳۰ سال، ۱۳۲ روز | MGM Grand Garden Arena, Paradise, Nevada, U.S.                | Lost WBA heavyweight title                                                               |
| ۴۶   | برنده  | ۴۵–۱     | بروس سلدون          | TKO | 1 (12), ۱:۴۹  | Sep 7, 1996    | ۳۰ سال، ۶۹ روز  | MGM Grand Garden Arena, Paradise, Nevada, U.S.                | Won WBA heavyweight title                                                                |
| ۴۵   | برنده  | ۴۴–۱     | فرانک برونو         | TKO | 3 (12), ۰:۵۰  | Mar 16, 1996   | ۲۹ سال، ۲۶۰ روز | MGM Grand Garden Arena, Paradise, Nevada, U.S.                | Won WBC heavyweight title                                                                |
| ۴۴   | برنده  | ۴۳–۱     | باستر ماتیس جونیور  | KO  | 3 (12), ۲:۳۲  | Dec 16, 1995   | ۲۹ سال، ۱۶۹ روز | CoreStates Spectrum, Philadelphia, Pennsylvania, U.S.         |                                                                                          |
| ۴۳   | برنده  | ۴۲–۱     | پیتر مکنیلی         | DQ  | 1 (10), ۱:۲۹  | Aug 19, 1995   | ۲۹ سال، ۵۰ روز  | MGM Grand Garden Arena, Paradise, Nevada, U.S.                | McNeeley disqualified after his manager entered the ring                                 |
| ۴۲   | برنده  | ۴۱–۱     | دونووان رادوک       | UD  | ۱۲            | Jun 28, 1991   | ۲۴ سال، ۳۶۳ روز | The Mirage, Paradise, Nevada, U.S.                            |                                                                                          |
| ۴۱   | برنده  | ۴۰–۱     | دونووان رادوک       | TKO | 7 (12), ۲:۲۲  | Mar 18, 1991   | ۲۴ سال، ۲۳۳ روز | The Mirage, Paradise, Nevada, U.S.                            |                                                                                          |
| ۴۰   | برنده  | ۳۹–۱     | الکس استوارت        | TKO | 1 (10), ۲:۲۷  | Dec 8, 1990    | ۲۴ سال، ۱۶۱ روز | Convention Hall, Atlantic City, New Jersey, U.S.              |                                                                                          |
| ۳۹   | برنده  | ۳۸–۱     | هنری تیلمن          | KO  | 1 (10), ۲:۴۷  | Jun 16, 1990   | ۲۳ سال، ۳۵۱ روز | Caesars Palace, Paradise, Nevada, U.S.                        |                                                                                          |
| ۳۸   | بازنده | ۳۷–۱     | باستر داگلاس        | KO  | 10 (12), ۱:۲۲ | Feb 11, 1990   | ۲۳ سال، ۲۲۶ روز | Tokyo Dome, Tokyo, Japan                                      | Lost WBA, WBC, and IBF heavyweight titles                                                |
| ۳۷   | برنده  | ۳۷–۰     | کارل ویلیامز        | TKO | 1 (12), ۱:۳۳  | Jul 21, 1989   | ۲۳ سال، ۲۱ روز  | Convention Hall, Atlantic City, New Jersey, U.S.              | Retained WBA, WBC, IBF, and The Ring heavyweight titles                                  |
| ۳۶   | برنده  | ۳۶–۰     | فرانک برونو         | TKO | 5 (12), ۲:۵۵  | Feb 25, 1989   | ۲۲ سال، ۲۴۰ روز | Las Vegas Hilton, Winchester, Nevada, U.S.                    | Retained WBA, WBC, IBF, and The Ring heavyweight titles                                  |
| ۳۵   | برنده  | ۳۵–۰     | مایکل اسپینکز       | KO  | 1 (12), ۱:۳۱  | Jun 27, 1988   | ۲۱ سال، ۳۶۳ روز | Convention Hall, Atlantic City, New Jersey, U.S.              | Retained WBA, WBC, and IBF heavyweight titles; Won The Ring heavyweight title            |
| ۳۴   | برنده  | ۳۴–۰     | تونی تابس           | TKO | 2 (12), ۲:۵۴  | Mar 21, 1988   | ۲۱ سال، ۲۶۵ روز | Tokyo Dome, Tokyo, Japan                                      | Retained WBA, WBC, and IBF heavyweight titles                                            |
| ۳۳   | برنده  | ۳۳–۰     | لری هولمز           | KO  | 4 (12), ۲:۵۵  | Jan 22, 1988   | ۲۱ سال، ۱۸۶ روز | Convention Hall, Atlantic City, New Jersey, U.S.              | Retained WBA, WBC, and IBF heavyweight titles                                            |
| ۳۲   | برنده  | ۳۲–۰     | تایرل بیگز          | TKO | 7 (15), ۲:۵۹  | Oct 16, 1987   | ۲۱ سال، ۱۰۸ روز | Convention Hall, Atlantic City, New Jersey, U.S.              | Retained WBA, WBC, and IBF heavyweight titles                                            |
| ۳۱   | برنده  | ۳۱–۰     | تونی تاکر           | UD  | ۱۲            | Aug 1, 1987    | ۲۱ سال، ۳۲ روز  | Las Vegas Hilton, Winchester, Nevada, U.S.                    | Retained WBA and WBC heavyweight titles; Won IBF heavyweight title                       |
| ۳۰   | برنده  | ۳۰–۰     | پینکلون توماس       | TKO | 6 (12), ۲:۰۰  | May 30, 1987   | ۲۰ سال، ۳۳۴ روز | Las Vegas Hilton, Winchester Nevada, U.S.                     | Retained WBA and WBC heavyweight titles                                                  |
| ۲۹   | برنده  | ۲۹–۰     | جیمز اسمیت (بوکسور) | UD  | ۱۲            | Mar 7, 1987    | ۲۰ سال، ۲۵۰ روز | Las Vegas Hilton, Winchester, Nevada, U.S.                    | Retained WBC heavyweight title; Won WBA heavyweight title                                |
| ۲۸   | برنده  | ۲۸–۰     | تروور بربیک         | TKO | 2 (12), ۲:۳۵  | Nov 22, 1986   | ۲۰ سال، ۱۴۵ روز | Las Vegas Hilton, Winchester, Nevada, U.S.                    | Won WBC heavyweight title                                                                |
| ۲۷   | برنده  | ۲۷–۰     | آلفونسو راتلیف      | TKO | 2 (10), ۱:۴۱  | ۶ سپتامبر ۱۹۸۶ | ۲۰ سال، ۶۸ روز  | Las Vegas Hilton, Winchester, Nevada, U.S.                    |                                                                                          |
| ۲۶   | برنده  | ۲۶–۰     | خوزه ریبالتا        | TKO | 10 (10), ۱:۳۷ | ۱۷ اوت ۱۹۸۶    | ۲۰ سال، ۴۸ روز  | Trump Plaza Hotel and Casino, Atlantic City, New Jersey, U.S. |                                                                                          |
| ۲۵   | برنده  | ۲۵–۰     | مارویس فریزیر       | KO  | 1 (10), ۰:۳۰  | Jul 26, 1986   | ۲۰ سال، ۲۶ روز  | Civic Center, Glens Falls, New York, U.S.                     |                                                                                          |
| ۲۴   | برنده  | ۲۴–۰     | Lorenzo Boyd        | KO  | 2 (10), ۱:۴۳  | Jul 11, 1986   | ۲۰ سال، ۱۱ روز  | Stevensville Hotel, Swan Lake, New York, U.S.                 |                                                                                          |
| ۲۳   | برنده  | ۲۳–۰     | William Hosea       | KO  | 1 (10), ۲:۰۳  | ۲۸ ژوئن ۱۹۸۶   | ۱۹ سال، ۳۶۳ روز | Houston Field House, Troy, New York, U.S.                     |                                                                                          |
| ۲۲   | برنده  | ۲۲–۰     | رگی گروس            | TKO | 1 (10), ۲:۳۶  | ۱۳ ژوئن ۱۹۸۶   | ۱۹ سال، ۳۴۸ روز | Madison Square Garden, New York City, New York, U.S.          |                                                                                          |
| ۲۱   | برنده  | ۲۱–۰     | میچ گرین            | UD  | ۱۰            | May 20, 1986   | ۱۹ سال، ۳۲۴ روز | Madison Square Garden, New York City, New York, U.S.          |                                                                                          |
| ۲۰   | برنده  | ۲۰–۰     | جیمز تیلیس          | UD  | ۱۰            | ۳ مه ۱۹۸۶      | ۱۹ سال، ۳۰۷ روز | Civic Center, Glens Falls, New York, U.S.                     |                                                                                          |
| ۱۹   | برنده  | ۱۹–۰     | Steve Zouski        | KO  | 3 (10), ۲:۳۹  | ۱۰ مارس ۱۹۸۶   | ۱۹ سال، ۲۵۳ روز | Nassau Veterans Memorial Coliseum, Uniondale, New York, U.S.  |                                                                                          |
| ۱۸   | برنده  | ۱۸–۰     | جسی فرگوسون         | TKO | 6 (10), ۱:۱۹  | ۱۶ فوریه ۱۹۸۶  | ۱۹ سال، ۲۳۱ روز | Houston Field House, Troy, New York, U.S.                     | Originally a DQ win for Tyson, later ruled a TKO                                         |
| ۱۷   | برنده  | ۱۷–۰     | Mike Jameson        | TKO | 5 (8), ۰:۴۶   | ۲۴ ژانویه ۱۹۸۶ | ۱۹ سال، ۲۰۸ روز | Trump Plaza Hotel and Casino, Atlantic City, New Jersey, U.S. |                                                                                          |
| ۱۶   | برنده  | ۱۶–۰     | دیوید ژاکو          | TKO | 1 (10), ۲:۱۶  | ۱۱ ژانویه ۱۹۸۶ | ۱۹ سال، ۱۹۵ روز | Plaza Convention Center, Albany, New York, U.S.               |                                                                                          |
| ۱۵   | برنده  | ۱۵–۰     | Mark Young          | TKO | 1 (10), ۰:۵۰  | ۲۷ دسامبر ۱۹۸۵ | ۱۹ سال، ۱۸۰ روز | Latham Coliseum, Latham, New York, U.S.                       |                                                                                          |
| ۱۴   | برنده  | ۱۴–۰     | Sammy Scaff         | TKO | 1 (10), ۱:۱۹  | ۶ دسامبر ۱۹۸۵  | ۱۹ سال، ۱۵۹ روز | Felt Forum, New York City, New York, U.S.                     |                                                                                          |
| ۱۳   | برنده  | ۱۳–۰     | Conroy Nelson       | TKO | 2 (8), ۰:۳۰   | ۲۲ نوامبر ۱۹۸۵ | ۱۹ سال، ۱۴۵ روز | Latham Coliseum, Latham, New York, U.S.                       |                                                                                          |
| ۱۲   | برنده  | ۱۲–۰     | Eddie Richardson    | KO  | 1 (8), ۱:۱۷   | ۱۳ نوامبر ۱۹۸۵ | ۱۹ سال، ۱۳۶ روز | Ramada Hotel, Houston, Texas, U.S.                            |                                                                                          |
| ۱۱   | برنده  | ۱۱–۰     | Sterling Benjamin   | TKO | 1 (8), ۰:۵۴   | ۱ نوامبر ۱۹۸۵  | ۱۹ سال، ۱۲۴ روز | Latham Coliseum, Latham, New York, U.S.                       |                                                                                          |
| ۱۰   | برنده  | ۱۰–۰     | Robert Colay        | KO  | 1 (8), ۰:۳۷   | ۲۵ اکتبر ۱۹۸۵  | ۱۹ سال، ۱۱۷ روز | Atlantis Hotel and Casino, Atlantic City, New Jersey, U.S.    |                                                                                          |
| ۹    | برنده  | ۹–۰      | Donnie Long         | TKO | 1 (6), ۱:۲۸   | ۹ اکتبر ۱۹۸۵   | ۱۹ سال، ۱۰۱ روز | Trump Plaza Hotel and Casino, Atlantic City, New Jersey, U.S. |                                                                                          |
| ۸    | برنده  | ۸–۰      | Michael Johnson     | KO  | 1 (6), ۰:۳۹   | ۵ سپتامبر ۱۹۸۵ | ۱۹ سال، ۶۷ روز  | Atlantis Hotel and Casino , Atlantic City, New Jersey, U.S.   |                                                                                          |
| ۷    | برنده  | ۷–۰      | Lorenzo Canady      | KO  | 1 (6), ۱:۰۵   | ۱۵ اوت ۱۹۸۵    | ۱۹ سال، ۴۶ روز  | Steel Pier, Atlantic City, New Jersey, U.S.                   |                                                                                          |
| ۶    | برنده  | ۶–۰      | Larry Sims          | KO  | 3 (6), ۲:۰۴   | Jul 19, 1985   | ۱۹ سال، ۱۹ روز  | Mid-Hudson Civic Center, Poughkeepsie, New York, U.S.         |                                                                                          |
| ۵    | برنده  | ۵–۰      | John Alderson       | TKO | 2 (6), ۳:۰۰   | Jul 11, 1985   | ۱۹ سال، ۱۱ روز  | Trump Plaza Hotel and Casino, Atlantic City, New Jersey, U.S. |                                                                                          |
| ۴    | برنده  | ۴–۰      | Ricardo Spain       | TKO | 1 (6), ۰:۳۹   | ۲۰ ژوئن ۱۹۸۵   | ۱۸ سال، ۳۵۵ روز | Steel Pier, Atlantic City, New Jersey, U.S.                   |                                                                                          |
| ۳    | برنده  | ۳–۰      | Don Halpin          | KO  | 4 (4), ۱:۰۴   | ۲۳ مه ۱۹۸۵     | ۱۸ سال، ۳۲۷ روز | Albany, New York, U.S.                                        |                                                                                          |
| ۲    | برنده  | ۲–۰      | Trent Singleton     | TKO | 1 (4), ۰:۵۲   | ۱۰ آوریل ۱۹۸۵  | ۱۸ سال، ۲۸۴ روز | Albany, New York, U.S.                                        |                                                                                          |
| ۱    | برنده  | ۱–۰      | Hector Mercedes     | TKO | 1 (4), ۱:۴۷   | ۶ مارس ۱۹۸۵    | ۱۸ سال، ۲۴۹ روز | Plaza Convention Center, Albany, New York, U.S.               |                                                                                          |